# Piscivorisme

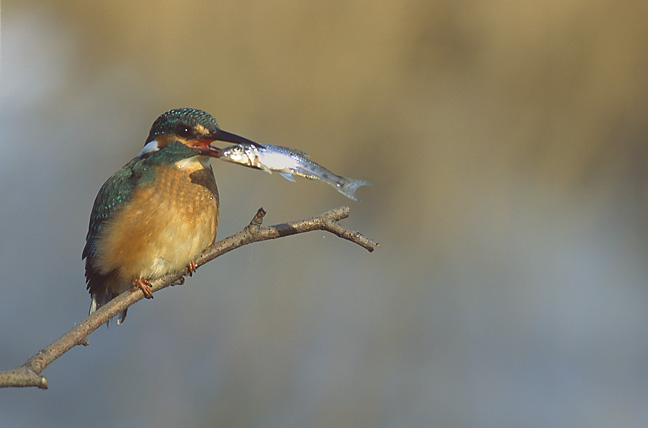
Blauet.

El piscivorisme és la forma d'alimentació en la qual un organisme s'alimenta majoritàriament de peixos. En la prehistòria, va ser la dieta dels primers tetràpodes (amfibis), posteriorment van sorgir els insectívors i amb el temps alguns rèptils es van convertir en herbívors.
Alguns animals, com els lleons marins o al·ligàtors, són parcialment piscívors; mentre uns altres, com la geneta aquàtica, tenen una dieta exclusivament formada per peixos. La paraula piscívor es deriva dels mots llatins piscis (peixos) i vorare (devorar).

## Piscívors vivents
- Geneta aquàtica
- Gat capplà
- Gavial
- Àguila peixatera
- Peix tigre africà
- Barracuda
- Ratpenat pescador
- Mergus
- Lleons marins
- Soricins

## Piscívors extints
- Megalodon
- Baryonyx
- Spinosaurus
- Dunkleosteus
- Hapalodectes
- Plesiosaurus
- titanoboa